# Екваториални гори
Екваториалните и тропически гори са дъждовни широколистни гори, разположени около екватора и влажните райони на тропиците. 
Екваториалните гори са най-старите гори на планетата. Забележителни в това отношение са горите на Борнео, чиято възраст се определя на около 140 милиона години. Смята се, че този биом е възникнал и се е оформил през мезозойската ера. Поради оскъдното количество вкаменелости и фосили обаче липсва единно становище по този въпрос в научните среди и някои учени смятат, че тези гори всъщност са много по-древни. В съвременността това е най-голямата горска система на планетата, чийто обхват заема площ от над 15 милиона km2 и най-богатата на живот природна зона, която е дом на над 2/3 от всички живи организми на планетата. Предполага се, че милиони видове растения и животни все още не са известни на науката. Освен това екваториалните гори са и един от най-ценните ресурси на планетата, тъй като имат определяща роля за контролирането на въглеродния диоксид в атмосферата, поради което са наричани „белият дроб на планетата“. Друго популярно нарицателно на тази зона е „аптеката на света“, защото над 1/4 от лекарствата, познати в медицината са създадени на базата на растения от екваториалните гори.

## Обхват и видове на горите
Екваториалните и тропически гори заемат преди всичко районите около екватора и влажните тропици. Тази екосистема обхваща басейна на река Амазонка в Южна Америка (тук те носят названието селва), част от Централна Америка (п-в Юкатан, Гватемала, Хондурас и Никарагуа), басейна на река Заир (Конго) и крайбрежието на Гвинейския залив в Африка, североизточната част на остров Мадагаскар, а също и най-големия в света Малайски архипелаг, в Индокитай, южна Шри Ланка, североизточната и югозападната част на Индия в Азия и отчасти североизточна Австралия на територията на щата Куинсланд.
Във височина екваториалните и тропични гори се простират до 3000 метра надморска височина.
Биомът на екваториалните гори се дели на 3 основни подзони в зависимост от ландшафта и климатичните условия.
- Равнинни екваториални гори. Това е зоната на т.нар. същински екваториални гори. Обхващат по-голямата част от водосборните басейни на реките Амазонка, Конго и Малайския архипелаг. Климатът е предимно екваториален, с целогодишно високи количества валежи (2000 – 3500 mm). В равнинните гори е съсредоточена по-голямата част от огромното биоразнообразие на биома.

- Вечнозелени и сезонно листопадни гори. Заемат Централна Америка, южна Амазония, п-в Индокитай, южен Китай, североизточна Индия, Западните Гхати, Мадагаскар и малка част от североизточна Австралия. Тъй като попада в зоната на субекваториалния климатичен пояс, тази зона се характеризира със сух и дъждовен сезон. Продължителността на двата периода и количеството валежи са различни за отделните региони, което се отразява по нееднотипен начин на растителната покривка. В местата с по-продължителни засушавания доминират листопадните гори, които се раззеленяват през дъждовния период и губят листната си маса през сухия. Регионите с по-продължителен влажен сезон (понякога два в годината) са покрити с вечнозелена растителност. В Югоизточна Азия те се определят от мусоните. Етажираността на горите не е толкова добре изразена както в същинските екваториални гори и дърветата често са по-ниски.

- Планински екваториални гори. Обхващат планинските райони в ареала на екваториалните гори, разположени на над 1000 – 1500 метра н.в. Горната граница обикновено се намира на 2500 – 3100 метра н.в. Отличават се с по-хладен климат, като във височина годишните температури падат, а денонощните температурни амплитуди стават все по-големи. Дърветата са по-ниски, отколкото в равнинните гори и етажираността е слабо изразена, което е причина за образуването на много гъст и труднопроходим подлес.

## Климат и води
Дъждовните екваториални и тропични гори попадат в зоните на екваториалния и субекваториалния климатичен пояс. Това са райони с горещ и влажен климат. Температурите са високи през цялата година, като средните им годишни стойности са между 27 и 35 °C. Те се задържат в тези граници целогодишно. Дъждовете в района на екватора са почти всекидневни, като средните месечни количества валежи са без големи разлики. В тази екосистема падат най-големите количества дъждове в света, като средните годишни количества са над 2000 mm. В отделни райони те надвишават 5000 mm, а в североизточна Индия достигат 12 000 mm, което е най-голямото количество валежи на планетата. В някои райони обаче, предимно със субекваториален климат има разлики във валежите, които определят съществуването на сух и дъждовен сезон. Това е типично за Централна Америка, Югоизточна Азия, Мадагаскар и Южна Амазония. За разлика обаче от други зони с такъв климат, дъждовният сезон в екваториалните гори е по-продължителен и с по-голямо количество валежи. В много райони съществуват 2 дъждовни сезона годишно.
Поради големите количества валежи през екосистемата на екваториалните гори протичат най-големите и най-пълноводни реки на планетата. Реките от тази зона се вливат в световния океан над 70% от оттока на всички реки на света. Най-типичен пример за това е река Амазонка в Южна Америка. Амазонка е най-голямата река на планетата – тя е най-пълноводната и с най-големия водосборен басейн на Земята. Всяка година Амазонка влива около 40% от годишния отток на всички реки на планетата. Нейни притоци са реките Мадейра, Рио Негро и Топажос, които са едни от най-пълноводните реки на планетата. Втората голяма река е Заир (Конго) в екваториална Африка, която осигурява 15% от световния речен отток. В ареала на екваториалните гори попада и най-обширната делта в света – тази на реките Ганг и Брахмапутра.
Най-характерната черта на реките от екваториалните райони е тяхното голямо пълноводие. Някои реки, които не са особено дълги са изключително пълноводни. Такива реки са Есекибо в Гаяна, Капуас на остров Борнео и Сепик в Нова Гвинея.
Истинската тропическа гора е много уязвима. Огромното разнообразие от растителни и животински видове и особеният цикъл на кръговрата на водата са довели до възникването на сложна верига от взаимозависимости и до деликатно екологично равновесие, което е все още слабо проучено. Според проучвания на Британския институт по хидрология, извършени в Бразилия, 70% от слънчевата радиация, достигаща до тропическата гора, се задържа от горския склоп и само 30% достига до почвата и загрява нея и прилежащия въздух. Над 20% от общите валежи се задържат от листата и клоните и се изпаряват, без да достигнат до почвата, около 40% от влагата се изпуска от растителността в атмосферата, така че по-малко от 1/9 от водата остава в почвата.

## Флора и фауна
Екваториалните гори са най-старите гори на планетата и екосистемата с най-голямо биоразнообразие в света. Счита се, че те са дом на около 90% от всички живи организми на планетата. Никоя друга екосистема на Земята няма толкова впечатляващо разнообразие на флора и фауна. Голяма част от растителните и животинските видове в зоната все още са непознати на науката. Повечето от тях не се срещат в други екосистеми. Това е може би най-сложната екосистема, тъй като видовете, които я обитават са свързани в един изключително сложен цикъл на взаимозависимости между тях, чието нарушаване може да има катастрофални последици.
Най-интересното по отношение на флората в тропическите гори е нейната етажираност. Тя зависи от височината на дърветата и разликите в растителния и животинския свят, които се забелязват на различните етажи. Така най-ниските етажи представляват ниска папратовидна растителност и храсти, докато най-високите обхващат короните на дърветата. Животните също обитават различни етажи: в най-ниския етаж живеят големите животни (слонове, тапири, окапи и др.), докато горните се обитават от птици, дървесни жаби, маймуни и др.
В екваториалните и тропически гори растителността обикновено има гигантски размери. Дърветата достигат височина понякога до 70 метра и повече. Това се дължи на благоприятните условия за развитието на растенията – постоянно високи температури, чести дъждове и висока влажност, които са предпоставка за развитието на такава гигантска гора. Конкуренцията в тази екосистема е изключително голяма. Най-високите растения имат изобилие от слънчева светлина, затова когато в тропическата гора загине едно дърво между останалите настъпва същинско състезание за растеж. Много растения не могат да се справят с тази конкуренция и са принудени да се задоволят с по-малко от нужните условия. Така са се развили лианите, които увивайки се около стеблото на големите дървета достигат най-високите етажи. В екваториалните и тропични гори се срещат над 95% от лианите в света. Друга уникална стратегия в тази надпревара са развили растенията – епифити, като се прикрепят към стволовете на високите дървета. Особено забележителни сред епифитите са орхидеите. Екваториалните гори приютяват близо 90 % от всички видове орхидеи на планетата. Поради гъстотата на растителността в горните етажи на гората, в някои екваториални гори липсва подлес, но присъстват хищните и паразитни растения, като огромната рафлезия на Арнолд, чийто цвят има диаметър над 1 метър.

Тази зона е рай за всички класове и разреди на животинския свят, като особено много са насекомите. Освен дребни животни като насекомите, птиците и земноводните, гъстите екваториални гори са дом и на много гиганти сред животинския свят като слонове, 2 вида носорози (явански носорог и суматренски носорог), тапири, окапи и др. Тук се срещат и едни от най-опасните и силни хищници на Земята – тигър, ягуар, леопард, пума, както и най-големите змии на планетата, сред които е и най-голямата – анакондата от Южна Америка, както и много отровни змии.

## Регионални особености
Екваториалните гори обхващат територии, разположени на общо 5 континента и 4 зоогеографски области (екозони). Това предполага значими същностни различия във флората и фауната на отделните региони, резултат от географското положение, климатичните условия и особеностите на всяка една екозона.

### Амазония
Река Амазонка притежава най-големия водосборен басейн в света – с площ от 7 милиона km2. От тях 5,5 милиона km2 са заети от дъждовни екваториални гори, което прави Амазонската гора най-обширната тропическа горска система в света. На нея се падат около 46 % от общата площ на екваториалните гори. Смята се, че Амазонската гора се е образувала през еоцен преди 55 милиона години. По-голямата част попада в зоната на екваториалния климатичен пояс, поради което валежите са изобилни (2600 – 3500 mm годишно) и целогодишни. В югоизточната част на областта климатът е субекваториален, със сух и влажен период, като тук дъждовните гори постепенно преминават в зоната на листопадните гори и саваните на екосистемата Серадо.
Екваториалните гори на Амазония държат световен рекорд по биоразнообразие. Тук живеят около 1/6 от всички познати видове растения и животни в света. Учените смята, че Амазония приютява над 5 милиона вида организми, като много видове тук все още не са познати на науката. Огромни пространства от Амазония все още не са изследвани. Класифицирани са над 40 000 вида растения, което прави близо 20 % от всички растителни видове на планетата, над 1600 вида птици, 2200 вида риби, 427 вида бозайници, 378 вида влечуги, 428 вида земноводни и около 2,5 милиона видове насекоми. В Амазония са представени около 16 000 вида дървета. Едно проучване, проведено през 2001 г. в Еквадорска Амазония е показало, че само на 1 km2 гора се срещат повече от 1100 вида дървета. Растителността е висока и етажирана.
Амазония попада в неотропичната екозона. Тези екваториални гори са на първо място по брой на видовете епифити, сред които доминират орхидеите и бромелиите. Сред животните най-типични представители са пумите, ягуарите, тапирите, ленивците, над 100 вида маймуни обединени под названието маймуни от Новия свят, диви свине пекари и др. Забележително е разнообразието сред папагалите, сред които са и ара, най-големите папагали в света, които са и един от символите на Амазония. Огромно е разнообразието в реките, особено в Амазонка, в която живеят уникални видове като пираните, анакондите, черните каймани и др. В Амазонка и по-пълноводните ѝ притоци живеят дори типични за океаните видове като делфини и ламантини.

### Централна Африка
Централноафриканските хилеи са вторият най-обширен тропически горски масив, след Амазония. През тази зона протича втората най-пълноводна река в света – Конго. В зоната около средното течение на реката и в Габон климатът е екваториален и валежите са много високи и почти равномерни през цялата година. Този регион съсредоточава огромно по мащаби биоразнообразие, което до днес остава слабо проучено, както поради трудният достъп до някои места, така и заради честите военни конфликти в страните, попадащи в този регион.
В Конгоанските екваториални гори и горите на Габон растителността е етажирана, като клоните на дърветата и преплетените през тях лиани са толкова гъсти, че образуват своеобразен балдахин. Повечето гори като тези в Итури и средното течение на река Конго имат оскъден подлес. Сред множеството растителни видове тук се срещат и ценни дървета като махагоновото дърво, което е най-характерният дървесен вид за африканските екваториални гори. Тук се срещат множество видове епифити. Конгоанските гори попадат в ареала на Афротропичната екозона. Тук живеят характерни за този континент животински видове като окапи, африкански горски слон, хипопотами, нилски крокодили, човекоподобните маймуни горили, шимпанзета и бонобо. Сред птиците най-типични за централна Африка са папагалите жако, птиците-нектарници, турако и др.

### Югоизточна Азия
Екваториалните и тропични гори на Югоизточна Азия попадат в Индо-Малайската екозона. Този регион се отличава с много по-разнообразен климат и разнородна растителност. Островите Суматра, Борнео, Сулавеси и западната част на остров Ява попадат в зоната на екваториалния климатичен пояс и тук валежите са целогодишни в размер на 2800 – 4000 mm. Останалата част от ареала на този биом е със субекваториален климат със сух и влажен период, които се определят от мусоните.
Суматра и Борнео се отличават с висока етажирана растителност. Горите на Борнео се смятат за най-старите екваториални гори в света, като тяхната възраст се изчислява на 140 милиона години. Те са и най-високите сред всички гори. Отличават се с невероятното си биоразнообразие, както и с огромния брой ендемити, важна предпоставка за което е изолираността на островите. Тук се срещат над 25 000 вида растения, от които близо 15 000 вида се срещат само тук. Най-типични сред всичките над 10 000 вида дървета са диптерокарпите, които в Борнео имат 155 ендемични вида. Много уникални видове има и сред орхидеите, които тук са представени от над 4000 вида.
Горите в Индокитай и Индия са по-ниски, отколкото на Малайския архипелаг. Въпреки това те имат изобилна и богата на видове флора. Сред тях са и много видове със стопанско значение като тиковото дърво и банановата палма. Характерни растителни видове за Югоизточна Азия са бамбукът, множество видове лиани и увивни растения като палмите ротанг, чието увивно стъбло достига дължина до 300 метра.
Животинският свят е представен от типични за Индо-Малайската екозона представители, сред които слонове, представени тук от четири вида (индийски, суматренски, борнейски и цейлонски), редки видове като суматренския и яваския носорог, малайския тапир, дивият бивол, елените замбари. Островите Суматра и Борнео са последните убежища на орангутаните. Изключително обаче е многообразието сред птиците, които тук са близо 2000 вида, най-известни от които са пауните, птиците-носорози, никобарските гълъби, множество видове разноцветни папагали, фазани и др. Много от влечугите също са емблематични – малайският мрежест питон със своите близо 10 метра дължина е една от най-големите змии в света, кралската кобра е най-голямата отровна змия, а соленоводните крокодили – най-едрите представители на крокодилоподобните.
Интересен случай тук представлява остров Сулавеси, който е едно от местата с най-много видове ендемити в света. Известният още с името Целебес индонезийски остров се намира на границата на Индо-Малайската и Австралийско-Новогвинейската област, като съчетава растителни и животински видове и от двете екозони.

### Нова Гвинея
Екваториалните гори на Нова Гвинея приютяват огромно и уникално в световен мащаб биоразнообразие. На този остров с площ 786 000 km2 са съсредоточени над 10 % от всички видове растения и животни в света. Най-забележителното обаче е, че голяма част от тях се срещат само тук. Това прави Нова Гвинея екосистемата с най-много ендемични видове на планетата.
Нова Гвинея е сред най-слабо проучените региони на Земята. Огромна част от видовете растения и животни тук са все още непознати на науката. Само в периода 1998 – 2008 еколозите са около 1060 нови видове растения и животни.
Въпреки че е част от Малайския архипелаг, Нова Гвинея принадлежи към Австралийско-новогвинейската екозона и през последния ледников период е била свързана сухоземно с Австралия. И все пак Нова Гвинея съчетава както типични за Австралия растения и животни, така и такива, характерни за Азиатския материк. Видовете цветни растения се изчисляват на повече от 20 000 вида. Орхидеите са над 3000 вида. Сред множеството видове дървета най-ясно говорят за връзката с Австралия евкалиптите, които в Нова Гвинея са високи над 100 метра. Нова Гвинея пази и много древни праисторически видове растения като саговата палма. В планинските и предпланинските региони доминират други уникални видове като араукарията и дърветата каури (Agathis). Животинският свят е представен от около 300 вида бозайници (69 % от които са ендемити), 1200 вида риби и над 1 милион вида насекоми. Сред животинските видове най-голямо влияние имат птиците, които са представени от над 700 вида, повечето от които живеят само в Нова Гвинея. Най-забележителната група птици, които са и символ на острова са семейство райски птици. Липсата на хищници от семейство котки, както и на конкуренти по дърветата като маймуни и катерици е обусловило огромното разнообразие сред това семейство птици. Други типични за Нова Гвинея животни са дървесното кенгуру, безброй видове пеперуди, сред които големите райски птицекрилки.

## Обезлесяване и борбата с него
Екваториалните и тропически гори не са просто богат на видове биом. Те са сложна екосистема, които поради процесите на евапотранспирация оказват влияние върху целия климат на Земята. Известно е, че те доставят над 80% от кислорода на планетата. Тяхното изсичане води не само до измиране на най-богатата флора и фауна на Земята, но и до нарушаване на химическото равновесие, промяна на въздушните течения, носещи топъл въздух от екватора към полюсите и така до пълна природна катастрофа, която ще засегне цялата планета, ще увеличи парниковия ефект и ще причини несъразмерими и невиждани щети в глобален мащаб. До няколко години за най-застрашена се е считала селвата в Амазония (най-вече бразилската част от екосистемата).
Въпреки тези ужасяващи последствия, които могат да погубят човечеството, унищожаването на тропичните гори продължава. Всяка година се изчисляват загуби от 18 милиона хектара гори, поради добив на дървен материал, разчистване на земя за стопанство и населени места и т.н. През последните години природозащитни организации действат сериозно за предотвратяването на глобална катастрофа, но усилията им срещат прекалено много трудности.
Площта на екваториалните и тропически гори сериозно е намаляла през последния един век. По официални данни през 1910 г. те са заемали площ от 35 милиона km2, през 1950 г. площта им възлиза на 30 милиона km2. От тази 1950 г. насам горите започват да намаляват с огромни темпове, като само до 1985 г. те губят почти 4% от площта си и се свиват до 21 милиона km2. И днес продължават да намаляват. По последни данни от края на 2009 г. площта на екваториалните и тропични гори възлиза на малко повече от 15 милиона km2.
Много страни са опитвали да спрат изсичането на горите, разположени на тяхна територия. През 2008 г. Норвегия се ангажира да дари 1 млрд. долара на Бразилия до 2015 г., ако Бразилия предостави данни, че изсичането на горите намалява своя темп.